# Светско првенство у хокеју на леду 1930.
Светско првенство у хокеју на леду 1930. је било прво светско првенство одвојено од Олимпијских игара. Првенство се одржало од 31. јануара до 10. фебруара 1930. у Француској, Аустрији и Немачкој. Утакмице су се играле у Шамонију, Бечу и Берлину.
Светско првенство је по четврти пут освојила Канада.

## Репрезентације
| - Канада - Аустрија - Белгија - Чехословачка | - Француска - Немачка - Уједињено Краљевство - Мађарска | - Пољска - Италија - Швајцарска - Јапан |

## Први круг
| Датум      | Репрезентација | Репрезентација       | Резултат | Трећине       |
| ---------- | -------------- | -------------------- | -------- | ------------- |
| 31. јануар | Француска      | Белгија              | 4:1      | (0:1,2:0,2:0) |
| 31. јануар | Мађарска       | Италија              | 2:0      | (0:0,2:0,0:0) |
| 31. јануар | Немачка        | Уједињено Краљевство | 4:2      | (0:2,2:0,2:0) |

## Други круг
| Датум      | Репрезентација | Репрезентација | Резултат | Трећине       |
| ---------- | -------------- | -------------- | -------- | ------------- |
| 1. фебруар | Пољска         | Јапан          | 5:0      | (2:0,2:0,1:0) |
| 1. фебруар | Швајцарска     | Чехословачка   | 3:1      | (2:1,1:0,0:0) |
| 1. фебруар | Аустрија       | Француска      | 2:1      | (1:1,0:0,1:0) |
| 1. фебруар | Немачка        | Мађарска       | 4:1      | (1:0,0:0,3:1) |

## Полуфинале
| Датум      | Репрезентација | Репрезентација | Резултат | Трећине       |
| ---------- | -------------- | -------------- | -------- | ------------- |
| 2. фебруар | Немачка        | Пољска         | 3:1      | (1:1,2:0,0:0) |
| 2. фебруар | Швајцарска     | Аустрија       | 2:1      | (0:0,1:1,1:0) |

## Меч за 4. место
| Датум      | Репрезентација | Репрезентација | Резултат | Трећине       |
| ---------- | -------------- | -------------- | -------- | ------------- |
| 5. фебруар | Аустрија       | Пољска         | 2:0      | (0:0,0:0,2:0) |

## Финална рунда
| Датум      | Репрезентација | Репрезентација | Резултат | Трећине       |
| ---------- | -------------- | -------------- | -------- | ------------- |
| 9. фебруар | Немачка        | Швајцарска     | 2:1      | (0:1,1:0,1:0) |

## Финале
| Датум     | Репрезентација | Репрезентација | Резултат | Трећине       |
| --------- | -------------- | -------------- | -------- | ------------- |
| 26. април | Канада         | Немачка        | 6:1      | (2:1,2:0,2:0) |

## Победник Светског првенства
| Победник Светског првенства 1930. |
| Канада Четврта титула             |

### Коначни пласман учесника
| #  | Репрезентација       |
| -- | -------------------- |
| 1  | Канада               |
| 2  | Немачка              |
| 3  | Швајцарска           |
| 4  | Аустрија             |
| 5  | Пољска               |
| 6  | Француска            |
| 7  | Чехословачка         |
| 8  | Мађарска             |
| 9  | Јапан                |
| 10 | Уједињено Краљевство |
| 11 | Италија              |
| 12 | Белгија              |